# جيرالد غريفين
جيرالد غريفين (بالإنجليزية: Gerald Griffin) (و. 1803 – 1840 م) هو كاتب، وصحفي، وشاعر، وروائي أيرلندي، ولد في ليمريك، توفي في كورك، عن عمر يناهز 37 عاماً.

## روابط خارجية
- جيرالد غريفين على موقع الموسوعة البريطانية (الإنجليزية)
- جيرالد غريفين على موقع قاعدة بيانات برودواي على الإنترنت (الإنجليزية)